# بيير مورين
بيير مورين (بالفرنسية: Pierre Morin)‏ (و. 1896 – 1987 م) هو ممثل، وممثل دُبلاج، من فرنسا، توفي عن عمر يناهز 91 عاماً.

## وصلات خارجية
- بيير مورين على موقع IMDb (الإنجليزية)